# Planteringsaggregat
Ett planteringsaggregat är ett aggregat som man använder på skördare, drivare eller grävmaskiner. Dessa aggregat markbereder och planterar i samma moment.
Dessa aggregat har inte samma ekonomi som att anställa plantörer som går runt hygget med planteringsrör och plantlådor.
Aggregaten drivs oftast av hydraulik och tryckluft.